# 维德
维德，是匈牙利维斯普雷姆州所辖的一个村，总面积3.17平方公里，总人口125，人口密度39.4人/平方公里（2010年1月1日）。